# Expreso Rojo
Expreso Rojo fue un club de fútbol colombiano de la ciudad de Soacha, desaparecido cuando fue refundado en 2016 como Tigres F. C. Es recordado porque jugó en varios municipios del departamento de Cundinamarca. Disputó todas sus temporadas del 2003 al 2015 en la Categoría Primera B.

## Historia
En 2003, el club comenzó su historia en Cartagena de Indias, jugando en el Estadio Pedro de Heredia (actual Olímpico Jaime Morón León) y ocupando el lugar que había dejado vacante el Expreso Palmira dos años atrás .
En el 2005, Expreso Rojo se trasladó al Estadio Arturo Cumplido Sierra de Sincelejo, Sucre, donde solo duró un año, ya que en 2006 regresó a Cartagena. En aquel ciclo salieron jugadores como el samario David Ferreira, el lateral Elvis Gonzáles, Hugo Soto y otros.
Su fundador es el empresario Carlos Salazar, quien actualmente posee el equipo original en Cartagena en donde solo hay jugadores de categorías menores.
Desde de la temporada 2007, el equipo se trasladó a Fusagasugá, Cundinamarca, en el Estadio Fernando Mazuera Villegas.
Su participación más destacada en el fútbol colombiano ocurrió en la Copa Colombia 2008, donde el Expreso Rojo llegó a la semifinal, siendo el único equipo de la Primera B en llegar a esa instancia ese año. Expreso Rojo cayó eliminado a manos de Once Caldas, con el marcador agregado de 1:0.
En 2009, luego de inconvenientes económicos con el municipio de Fusagasugá, la junta directiva del club decidió trasladarlo al también municipio cundinamarqués de Zipaquirá. En el Torneo Apertura, el equipo quedó a un paso de jugar la final, luego de caer en el juego decisivo 1-0 frente al Itagüí Ditaires con gol de David Montoya.
En la temporada 2011 regresó a Fusagasugá, Sin embargo, ante los malos resultados obtenidos, en el mes de marzo el club optó para trasladarse a Soacha, municipio del Área metropolitana de Bogotá, donde jugó la mayor parte del año.
Para la temporada 2013, Expreso Rojo hizo un nuevo convenio para cambiar de sede, esta vez a Facatativá, siendo local en el estadio Jorge Torres Rocha, con aforo para 3500 espectadores.

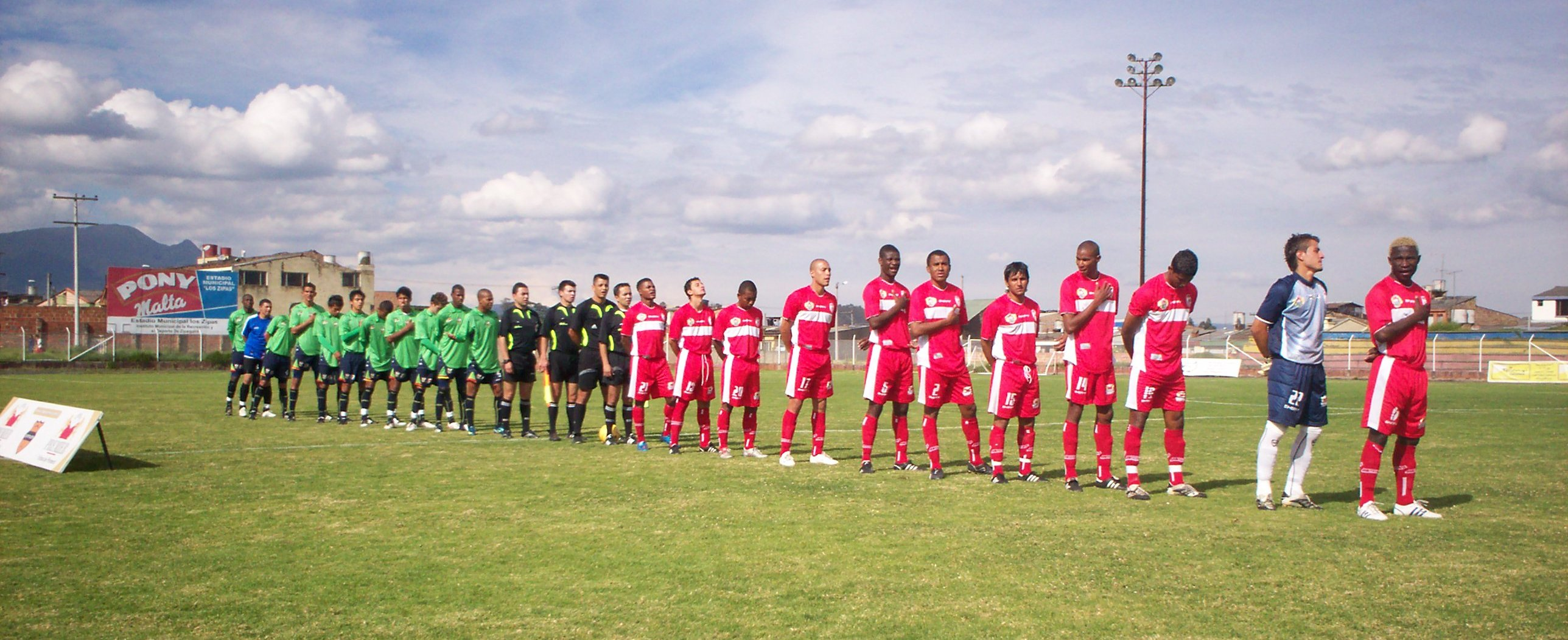
Partido entre Expreso Rojo y Atlético Juventud Soacha en el Estadio de Los Zipas.

Para la temporada 2014, el equipo por problemas financieros se mudó a Girardot, siendo local en el Luis Antonio Duque Peña, un escenario con capacidad de 15.000 personas. En la temporada siguiente el club se trasladó nuevamente a Zipaquirá debido al estado de la cancha del estadio Luis Antonio Duque Peña.

### Desaparición y creación de Tigres F. C.
Expreso Rojo fue refundado como Tigres el 20 de enero de 2016, debido a que la Superintendencia de Industria y Comercio de Colombia emitió un fallo en que aclaraba que el uso del nombre Expreso Rojo estaba estrechamente asociado al Independiente Santa Fe, por lo que no podía ser usado como marca comercial por otra institución .

## Símbolos

### Escudo
Bajo el nombre Expreso Rojo el equipo varió en cuatro ocasiones de emblema, pero siempre conservando el color que identificaba al equipo y el motivo de la locomotora (si bien en el último diseño está apareció de forma menos figurativa). Se ha de señalar que por cuenta de algunos de los cambios de sede que tuvo el equipo se le añadió el nombre de la localidad en que se establecía, así el primer escudo llegó a tener consigo la inscripción Expreso Rojo Cartagena y luego Expreso Rojo Sincelejo; el segundo escudo porto el nombre de Expreso Rojo Fusagasugá; y en el cuarto escudo se inscribieron los nombres de Soacha y Girardot. El tercer escudo del equipo, el cual fue usado durante las temporadas 2009 a 2012 portaba en su parte superior la sigla de Corporación Deportiva Expreso Rojo.

### Uniforme
Como Expreso Rojo el equipo vistió principalmente el color rojo combinado con líneas blancas, para las últimas tres temporadas que se jugaron bajo dicho nombre se incorporó el color negro a la indumentaria del equipo.
- Uniforme titular: Camiseta, pantaloneta y medias rojas.
- Uniforme alternativo: Camiseta, pantaloneta y medias blancas.

#### Indumentaria
| Periodo   | Proveedor    | Patrocinador                     |
| --------- | ------------ | -------------------------------- |
| 2003-2005 | Piola        | Restaurante Carbón de Palo       |
| 2006      | Nasta        | Surtigas                         |
| 2007      | Lotto        | Alcaldía Municipal de Fusagasugá |
| 2008      | Sheffy       | Alcaldía Municipal de Fusagasugá |
| 2009      | Sheffy       | Alacaldía Municipal de Zipaquirá |
| 2010      | Kimo         | Alacaldía Municipal de Zipaquirá |
| 2011      | Kimo         | Ninguno                          |
| 2012      | FSS          | Ninguno                          |
| 2013      | Sport Market | Ninguno                          |
| 2014-2015 | Attle        | Ninguno                          |

## Estadio
El equipo tuvo múltiples cambios de sede los cuales fueron:
- 2003 a 2004: Estadio Pedro de Heredia de Cartagena.
- 2005: Estadio Arturo Cumplido Sierra de Sincelejo
- Primer semestre 2006 : Estadio Arturo Cumplido Sierra de Sincelejo.
- Segundo semestre 2006 : Estadio Pedro de Heredia de Cartagena
- 2007 y 2008 : Estadio Fernando Mazuera Villegas de Fusagasugá.
- 2009 y 2010: Estadio Municipal Héctor El Zipa González de Zipaquirá.
- 2011 y 2012: Estadio Luis Carlos Galán Sarmiento de Soacha.
- 2013: Estadio Jorge Torres Rocha de Facatativá.
- 2014: Estadio Luis Antonio Duque Peña de Girardot.
- 2015: Estadio Luis Carlos Galán Sarmiento de Soacha.

## Hinchada
La falta de estabilidad en cuanto a su sede ha sido un gran impedimento para que el equipo consolide un grupo de aficionados. En sus primeros tiempos en Cartagena se intentó organizar una barra en torno al equipo pero a esta meta se le presentó el obstáculo de tener que rivalizar por los aficionados con el Real Cartagena, un equipo de mayor tradición en la ciudad caribeña. De entre sus múltiples cambios de sede el equipo logró captar su número más significativo de aficionados en el municipio de Fusagasugá, llevándose a plantear una rivalidad con el equipo de Girardot, el cual jugaba en el municipio vecino .

## Rivalidades

### Clásico cartagenero
El clásico cartagenero fue una serie de enfrentamientos entre los equipos que en su momento tuvieron como sede la ciudad de Cartagena de Indias: Real Cartagena y Expreso Rojo Cartagena.
El primer enfrentamiento oficial entre ambos equipos tuvo lugar el 27 de abril de 2003 en el marco de la fase todos contra todos del torneo de ascenso, oficiando como local el Real Cartagena, siendo este derrotado por 1 a 0; ese mismo año el 11 de agosto, en el partido de vuelta, Expreso Rojo y Real Cartagena empataron a un tanto .
En el año 2004 se dio el hecho que ambos equipos cartageneros hicieron campañas destacadas en el torneo de ascenso, quedando Expreso Rojo como primero en la fase todos contra todos y Real Cartagena segundo, ambos con idénticas campañas, tomando distancia uno de otro tan solo por la diferencia de gol. Ese año Real Cartagena y Expreso Rojo se enfrentarían el 12 de junio con un resultado de empate, posiblemente a cero goles ; así mismo lo harían el 25 de septiembre , empatando sin goles.
El clásico se dio durante dos años consecutivos y cesó en 2005, año en que Real Cartagena Jugó en primera división, y desapareció definitivamente en 2006 cuando Expreso Rojo cambio de localidad.

## Datos del club

### Como Expreso Rojo
- Temporadas en 2ª: 13 (2003-2015).
- Mejor Puesto en 2ª: 1°(2003 y 2004-Fase de Todos contra Todos).
- Peor Puesto en 2ª: 18°(2012)[37] y 17°(2006 y 2014).
- Primer partido oficial: Girardot vs Expreso Rojo el 16 de marzo del 2003.
- Mayor cantidad de goles anotados:
  - En segunda división:
    - Expreso Rojo 6-1 Atlético Bello.

  - En Copa Colombia:
    - Expreso Rojo 3-1 Atlético Huila.
- Mayor cantidad de goles recibidos:
  - En segunda división:
    - Atlético Bucaramanga 6-0 Expreso Rojo.

  - En Copa Colombia:
    - Millonarios 5-1 Expreso Rojo.

### Otros datos
- Es el equipo de segunda división que más ha avanzado en Copa Colombia, llegando a semifinales de la Copa Colombia 2008.

## Jugadores

### Jugadores extranjeros
| Nacionalidad | N.º | Jugadores                        |
| ------------ | --- | -------------------------------- |
| Camerún      | 2   | Thierry Fidjeu y Ernest Tchoupe. |
| México       | 1   | Sergio Blancas                   |

## Entrenadores

### Listado de todos los tiempos
| Nombre                  | Nacionalidad | Período                             |
| ----------------------- | ------------ | ----------------------------------- |
| Víctor González Scott   | Colombiana   | 2003 - 2004                         |
| Hubert Bodhert          | Colombiana   | 2004 - 2006                         |
| Harold Morales          | Colombiana   | 2006 - 2007                         |
| Flabio Torres           | Colombiana   | 2008                                |
| Félix Valverde Quiñónez | Colombiana   | 2008 - 2009                         |
| Andrés Mauricio Álvarez | Colombiana   | 2009                                |
| Cristian Díaz           | Colombiana   | noviembre de 2009 - febrero de 2010 |
| Luis Herney Melo        | Colombiana   | febrero de 2010 - junio de 2010     |
| John Bodmer             | Colombiana   | 1 de julio de 2010 - 2016           |